# Radek Šindelář
Radek Šindelář (* 29. května 1964) je bývalý český fotbalový útočník. Jeho syn Martin Šindelář je také prvoligovým fotbalistou.

## Fotbalová kariéra
Odchovanec Uničova. Ligu začal ve hrát Slávii, hrál i za Olomouc, Bohemians Praha, FC Zbrojovka Brno a FC Union Cheb. V nižší soutěži hrál za Chomutov, VTJ Žatec (vojna) a Poštornou. V československé a české lize nastoupil celkem ve 111 utkáních a dal 22 gólů. V evropských pohárech nastoupil v 8 utkáních a dal 3 góly.

## Ligová bilance
| Ročník                                   | Zápasy | Góly | Klub             |
| ---------------------------------------- | ------ | ---- | ---------------- |
| 1. československá fotbalová liga 1982/83 | 5      | 1    | Slavia Praha     |
| 1. československá fotbalová liga 1983/84 | 4      | 0    | Slavia Praha     |
| 1. československá fotbalová liga 1988/89 | 13     | 6    | Bohemians Praha  |
| 1. československá fotbalová liga 1989/90 | 25     | 6    | Bohemians Praha  |
| 1. československá fotbalová liga 1990/91 | 13     | 1    | Zbrojovka Brno   |
| 1. československá fotbalová liga 1990/91 | 10     | 2    | SK Sigma Olomouc |
| 1. československá fotbalová liga 1991/92 | 16     | 4    | SK Sigma Olomouc |
| 1. československá fotbalová liga 1992/93 | 2      | 0    | SK Sigma Olomouc |
| 1. česká fotbalová liga 1995/96          | 23     | 2    | FC Union Cheb    |
| CELKEM                                   | 111    | 22   |                  |